# Leon Pauger
Leon Pauger (* 4. Dezember 1998 in Bregenz) ist ein österreichischer Triathlet und zweifacher und amtierender Vize-Staatsmeister auf der Triathlon-Kurzdistanz (2020, 2024).

## Werdegang
2014 wurde er beim X-Triathlon Berndorf bei Salzburg Jugend-Staatsmeister im Crosstriathlon.
In der Saison 2017 konnte Leon Pauger mit dem österreichischen Team (Therese Feuersinger, Magdalena Früh, Pia Totschnig, Lukas Gstaltner und Philip Pertl) mit insgesamt acht Podiumsplätzen in zehn Rennen von April bis Oktober das Europa-Nationenranking der Junioren vor Ungarn und Frankreich für sich entscheiden. Leon Pauger besuchte das Sportgymnasium Dornbirn, welches er 2018 abschloss.
Leon Pauger startete für den Verein Tri Dornbirn und ist seit 2018 im Perspektivkader des Österreichischen Triathlonverbandes (ÖTRV).
Im Mai 2019 wurde der damals 20-Jährige beim Klosterneuburger Triathlon Vizestaatsmeister auf der Triathlon-Sprintdistanz (750 m Schwimmen, 20 km Radfahren und 5 km Laufen).
Am 12. Juli 2020 gewann er mit dem Gmunden Triathlon auf der Sprintdistanz den ersten Bewerb des Jahres, nachdem im Rahmen der COVID-19-Pandemie viele der geplanten Rennen abgesagt werden mussten.
Im August wurde er Vizestaatsmeister auf der Triathlon-Kurzdistanz und feierte am 21. August 2020 mit dem Sieg beim Europacup im polnischen Olsztyn seinen ersten internationalen Erfolg. Beim Weltcup im sardischen Arzachena wurde er am 10. Oktober 2020 Elfter.

Das 2020 World Triathlon Ranking schloss der Bregenzer auf Platz 14 ab und stieg in den A-Kader des ÖTRV auf. Pauger qualifizierte sich mit Platz acht bei der U-23-EM in Kitzbühel am 19. Juni 2021 als einziger Österreicher für die U23-WM und belegte am 21. August 2021 in Kanada den sechsten Rang.
Seit der Saison 2021 startet Pauger für das Pro Cycle Team Bregenz und das deutsche Bundesliga-Team EJOT TV Buschhütten. Er wird trainiert vom deutschen Triathlontrainer Ralf Schmiedeke.
Im Juli 2022 gewann der damals 23-Jährige den Triathlon EDF Alpe d’Huez. Im tschechischen Karlsbad verpasste er im September beim Weltcup-Rennen auf der olympischen Kurzdistanz (1,5 km Schwimmen, 40 km Radfahren und 10 km Laufen) als bester Österreicher mit dem elften Rang knapp die Top Ten.
An seinem 24. Geburtstag belegte der Heeresleistungssportler auf der Triathlon-Mitteldistanz bei seinem Ironman-70.3-Debüt (1,9 km Schwimmen, 90 km Radfahren und 21,1 km Laufen) im Dezember den siebten Rang.
Im Juli 2024 wurde er nach 2020 erneut Vizestaatsmeister auf der Triathlon-Kurzdistanz.

## Sportliche Erfolge
| Datum/Jahr    | Rang | Wettbewerb                                       | Austragungsort     | Zeit     | Bemerkung                                                                                                   |
| ------------- | ---- | ------------------------------------------------ | ------------------ | -------- | --- |
| 13. Juli 2024 | 2    | ÖTRV Staatsmeisterschaft Triathlon Kurzdistanz   | Wallsee            | 01:51:09 | Triathlon-Vizestaatsmeister über die olympische Distanz, hinter Lukas Pertl                                 |
| 3. März 2024  | 3    | ATU Africa Triathlon Cup                         | Maselspoort        | 00:59:07 | |
| 26. Nov. 2023 | 2    | ATU Africa Triathlon Cup                         | Kilifi             | 01:01:40 | |
| 13. Mai 2023  | 48   | ITU World Championship Series 2023               | Yokohama           | 01:50:19 | |
| 3. März 2023  | 44   | ITU World Championship Series 2023               | Abu Dhabi          | 00:55:05 | |
| 4. Dez. 2022  | 7    | Ironman 70.3 Indian Wells-La Quinta              | Indian Wells       | 03:53:35 | hinter dem US-Amerikaner Sam Long                                                                           |
| 11. Sep. 2022 | 11   | ITU Triathlon World Cup                          | Karlsbad           | 01:52:40 | als bester Österreicher                                                                                     |
| 14. Aug. 2022 | 6    | ETU Triathlon European Championship Mixed Relay  | München            | 01:27:25 | Europameisterschaft; gemischte Staffel; mit Alois Knabl, Therese Feuersinger und Julia Hauser               |
| 13. Aug. 2022 | 16   | ETU Triathlon European Championship              | München            | 01:43:30 | Europameisterschaft auf der olympischen Distanz                                                             |
| 29. Juli 2022 | 1    | Triathlon EDF Alpe d’Huez                        | Alpe d’Huez        |          | 1,2 km Schwimmen, 28 km Radfahren und 6,7 km Laufen                                                         |
| 4. Juni 2022  | 1    | ETU Triathlon European Cup                       | Rzeszów            | 00:55:30 | |
| 28. Mai 2022  | 19   | ITU Triathlon World Cup                          | Arzachena          | 00:56:01 | |
| 14. Mai 2022  | 11   | ETU Triathlon European Cup                       | Caorle             | 00:51:56 | als schnellster Österreicher auf der Sprintdistanz                                                          |
| 2. Apr. 2022  | 3    | ASTC Asia Triathlon Cup                          | Pokhara            | 00:53:36 | South Asian Championships                                                                                   |
| 26. März 2022 | 33   | ETU Europe Triathlon Cup                         | Quarteira          | 01:50:00 | |
| 12. März 2022 | 15   | ITU Americas Triathlon Cup                       | La Paz             | 01:49:58 | Austragung als Duathlon über 5 km Laufen, 40 km Radfahren und 10 km Laufen                                  |
| 18. Sep. 2021 | 23   | ITU World Championship Series 2021               | Hamburg            | 00:53:55 | Sprintdistanz (750 m Schwimmen, 20 km Radfahren und 5 km Laufen)                                            |
| 21. Aug. 2021 | 6    | ITU Triathlon World Championship U23             | Edmonton           | 01:48:55 | Weltmeisterschaft U23 auf der olympischen Kurzdistanz (1,5 km Schwimmen, 40 km Radfahren und 10 km Laufen)  |
| 19. Juni 2021 | 22   | ETU Sprint Triathlon European Championships      | Kitzbühel          | 00:33:05 | ETU-Europameisterschaft Triathlon Sprintdistanz; 8. Rang U23                                                |
| 29. Mai 2021  | 28   | ITU Triathlon World Cup                          | Arzachena          | 00:56:55 | hinter Jonathan Brownlee                                                                                    |
| 15. Mai 2021  | 15   | ITU Triathlon European Cup                       | Caorle             | 00:55:07 | |
| 7. Nov. 2020  | 15   | ITU Triathlon World Cup                          | Valencia           | 00:51:35 | |
| 25. Okt. 2020 | 6    | ETU Triathlon European Cup                       | Barcelona          | 00:54:39 | |
| 10. Okt. 2020 | 11   | ITU Triathlon World Cup                          | Arzachena          | 00:55:21 | 57 Sekunden hinter dem amtierenden Weltmeister Vincent Luis                                                 |
| 27. Sep. 2020 | 2    | Trans Vorarlberg Triathlon                       | Bregenz            |          | |
| 21. Aug. 2020 | 1    | ETU Triathlon European Cup                       | Olsztyn            | 00:54:41 | Sieger Sprintdistanz                                                                                        |
| 15. Aug. 2020 | 2    | ÖTRV Staatsmeisterschaft Triathlon Kurzdistanz   | Thiersee           | 01:54:22 | Triathlon-Vizestaatsmeister über die olympische Distanz                                                     |
| 25. Juli 2020 | 3    | ÖTRV Staatsmeisterschaft Triathlon Sprintdistanz | Wallsee-Sindelburg | 00:55:09 | beim Mostiman Triathlon                                                                                     |
| 12. Juli 2020 | 1    | Gmunden Triathlon                                | Gmunden            | 00:59:40 | im Salzkammergut (750 m Schwimmen, 25 km Radfahren und 5 km Laufen)                                         |
| 14. Sep. 2019 | 25   | ETU Triathlon European Championships U23         | Valencia           | 00:53:12 | als bester Österreicher                                                                                     |
| 17. Juni 2018 | 1    | Triathlon Bregenz                                | Bregenz            |          | Sieger der Erstaustragung auf der olympischen Distanz (1,5 km Schwimmen, 43 km Radfahren und 9,8 km Laufen) |
| 19. Mai 2019  | 2    | ÖTRV Staatsmeisterschaft Triathlon Sprintdistanz | Klosterneuburg     | 01:01:16 | Vizestaatsmeister Triathlon Sprintdistanz hinter dem Tiroler Tjebbe Kaindl                                  |

| Datum/Jahr   | Rang | Wettbewerb                                        | Austragungsort        | Zeit | Bemerkung                             |
| ------------ | ---- | ------------------------------------------------- | --------------------- | ---- | ------------------------------------- |
| 2. Aug. 2014 | 1    | ÖTRV Staatsmeisterschaft Cross-Triathlon Junioren | Berndorf bei Salzburg |      | Junioren-Staatsmeister Crosstriathlon |

| Datum/Jahr   | Rang | Wettbewerb                        | Austragungsort | Distanz | Zeit     | Bemerkung                 |
| ------------ | ---- | --------------------------------- | -------------- | ------- | -------- | ------------------------- |
| 6. Okt. 2019 | 1    | Marathon der 3 Länder am Bodensee | Bregenz        | 10,5 km | 00:35:47 | Sieger im Viertelmarathon |